# Royal Agricultural College
Le Royal Agricultural College est une université britannique publique située à Cirencester dans le Gloucestershire en Angleterre. Fondée en 1844, elle acquit une charte royale un an plus tard. Le prince Charles en est le président depuis 1984.